# Esgrima als Jocs Olímpics d'estiu de 1928 - espasa individual masculina
La competició d'espasa individual masculina va ser una de les set proves del programa d'esgrima que es van disputar als Jocs Olímpics d'Amsterdam de 1928. La prova es va disputar entre el 6 i 7 d'agost de 1928, amb la participació de 59 tiradors procedents de 22 nacions diferents.

## Medallistes
| Or                  | Plata                 | Bronze              |
| Lucien Gaudin (FRA) | Georges Buchard (FRA) | George Calnan (USA) |

## Resultats
Fonts: Resultats oficials; De Wael

### Primera eliminatòria
Totes les sèries es van disputar en el sistema de tots contra tots. Els combats eren a un toc, i era possible perdre dos punts. Els primers sis tiradors de cada grup avançaven a la segona ronda.
| Sèrie A | Sèrie A                    | Sèrie A   | Sèrie A |
| Pos.    | Tirador                    | Victòries | Qual.   |
| ------- | -------------------------- | --------- | ------- |
| 1       | Domingo García (ESP)       | 7         | Q2      |
| 2       | Charles Biscoe (GBR)       | 6         | Q2      |
| 3       | Saul Moyal (EGY)           | 6         | Q2      |
| 4       | Henrique da Silveira (POR) | 5         | Q2      |
| 5       | Hans Halberstadt (GER)     | 5         | Q2      |
| 6       | Charles Debeur (BEL)       | 5         | Q2      |
| 7       | Ottó Hátszeghy (HUN)       | 3         |         |
| 7       | Luis Hernández (MEX)       | 3         |         |
| 9       | Sigurd Akre-Aas (NOR)      | 1         |         |
| 9       | Gunnar Cederschiöld (SWE)  | 1         |         |

| Sèrie B | Sèrie B                 | Sèrie B   | Sèrie B |
| Pos.    | Tirador                 | Victòries | Qual.   |
| ------- | ----------------------- | --------- | ------- |
| 1       | Nils Hellsten (SWE)     | 7         | Q2      |
| 2       | George Calnan (USA)     | 7         | Q2      |
| 3       | Eugène Empeyta (SUI)    | 6         | Q2      |
| 4       | Ivan Osiier (DEN)       | 6         | Q2      |
| 5       | János Hajdú (HUN)       | 5         | Q2      |
| 6       | Fritz Jack (GER)        | 3         | Q2      |
| 7       | František Kříž (TCH)    | 3         |         |
| 7       | Pieter Mijer (NED)      | 3         |         |
| 9       | Torvald Appelroth (FIN) | 2         |         |
| 9       | Gheorghe Caranfil (ROU) | 2         |         |

| Sèrie C | Sèrie C                  | Sèrie C   | Sèrie C |
| Pos.    | Tirador                  | Victòries | Qual.   |
| ------- | ------------------------ | --------- | ------- |
| 1       | Salvator Cicurel (EGY)   | 6         | Q2      |
| 2       | Paulo Leal (POR)         | 6         | Q2      |
| 3       | Jens Berthelsen (DEN)    | 6         | Q2      |
| 4       | Willem Driebergen (NED)  | 5         | Q2      |
| 5       | József Rády (HUN)        | 4         | Q2      |
| 6       | Gustaf Dyrssen (SWE)     | 4         | Q2      |
| 7       | Francisco González (ESP) | 4         |         |
| 7       | Raoul Heide (NOR)        | 4         |         |
| 7       | Antonio Villamil (ARG)   | 4         |         |
| 10      | Edward Barnett (USA)     | 1         |         |

| Sèrie D | Sèrie D                   | Sèrie D   | Sèrie D |
| Pos.    | Tirador                   | Victòries | Qual.   |
| ------- | ------------------------- | --------- | ------- |
| 1       | Léon Tom (BEL)            | 6         | Q2      |
| 2       | Armand Massard (FRA)      | 6         | Q2      |
| 3       | Răzvan Penescu (ROU)      | 6         | Q2      |
| 4       | Peter Ryefelt (DEN)       | 5         | Q2      |
| 5       | Oscar Martínez (ARG)      | 5         | Q2      |
| 6       | Allen Milner (USA)        | 4         | Q2      |
| 7       | Jan Černohorský (TCH)     | 4         |         |
| 8       | Konstantinos Bembis (GRE) | 3         |         |
| 9       | Arie de Jong (NED)        | 2         |         |
| 10      | Frithjof Lorentzen (NOR)  | 1         |         |

| Sèrie E | Sèrie E                 | Sèrie E   | Sèrie E |
| Pos.    | Tirador                 | Victòries | Qual.   |
| ------- | ----------------------- | --------- | ------- |
| 1       | Lucien Gaudin (FRA)     | 9         | Q2      |
| 2       | Édouard Fitting (SUI)   | 6         | Q2      |
| 3       | Charles Delporte (BEL)  | 6         | Q2      |
| 4       | Theodor Fischer (GER)   | 4         | Q2      |
| 5       | Frederico Paredes (POR) | 4         | Q2      |
| 6       | Bertie Childs (GBR)     | 3         | Q2      |
| 7       | Dan Gheorghiu (ROU)     | 3         |         |
| 8       | Georgios Ambet (GRE)    | 2         |         |
| 8       | Elie Adda (EGY)         | 2         |         |
| 10      | José Llauro (ARG)       | 1         |         |

| Sèrie F | Sèrie F                      | Sèrie F   | Sèrie F |
| Pos.    | Tirador                      | Victòries | Qual.   |
| ------- | ---------------------------- | --------- | ------- |
| 1       | Georges Buchard (FRA)        | 7         | Q2      |
| 2       | Henri Jacquet (SUI)          | 6         | Q2      |
| 3       | Martin Holt (GBR)            | 6         | Q2      |
| 4       | Tryfon Triantafyllakos (GRE) | 4         | Q2      |
| 5       | Pedro Mercado (MEX)          | 3         | Q2      |
| 6       | Josef Jungmann (TCH)         | 3         | Q2      |
| 7       | Tomás Goyoaga (CHI)          | 3         |         |
| 8       | Dimitar Vasilev (BUL)        | 2         |         |
| 8       | Lauri Kettunen (FIN)         | 2         |         |

### Segona eliminatòria
Totes les sèries es van disputar en el sistema de tots contra tots. Els combats eren a un toc, i era possible perdre dos punts. Els primers sis tiradors de cada grup avançaven a semifinals.
| Sèrie A | Sèrie A                 | Sèrie A   | Sèrie A |
| Pos.    | Tirador                 | Victòries | Qual.   |
| ------- | ----------------------- | --------- | ------- |
| 1       | Lucien Gaudin (FRA)     | 9         | QSF     |
| 2       | Frederico Paredes (POR) | 8         | QSF     |
| 3       | Hans Halberstadt (GER)  | 7         | QSF     |
| 4       | Saul Moyal (EGY)        | 7         | QSF     |
| 5       | Willem Driebergen (NED) | 6         | QSF     |
| 6       | Charles Debeur (BEL)    | 5         | QSF     |
| 7       | Henri Jacquet (SUI)     | 5         |         |
| 8       | Gustaf Dyrssen (SWE)    | 4         |         |
| 8       | Răzvan Penescu (ROU)    | 4         |         |
| 10      | Oscar Martínez (ARG)    | 2         |         |
| 10      | Peter Ryefelt (DEN)     | 2         |         |
| 12      | Martin Holt (GBR)       | 2         |         |

| Sèrie B | Sèrie B                      | Sèrie B   | Sèrie B |
| Pos.    | Tirador                      | Victòries | Qual.   |
| ------- | ---------------------------- | --------- | ------- |
| 1       | Jens Berthelsen (DEN)        | 8         | QSF     |
| 2       | Léon Tom (BEL)               | 7         | QSF     |
| 3       | Georges Buchard (FRA)        | 6         | QSF     |
| 4       | Allen Milner (USA)           | 6         | QSF     |
| 5       | Nils Hellsten (SWE)          | 6         | QSF     |
| 6       | József Rády (HUN)            | 6         | QSF     |
| 7       | Paulo Leal (POR)             | 6         |         |
| 8       | Josef Jungmann (TCH)         | 5         |         |
| 9       | Tryfon Triantafyllakos (GRE) | 4         |         |
| 9       | Édouard Fitting (SUI)        | 4         |         |
| 11      | Bertie Childs (GBR)          | 3         |         |
| 12      | Theodor Fischer (GER)        | 1         |         |

| Sèrie C | Sèrie C                    | Sèrie C   | Sèrie C |
| Pos.    | Tirador                    | Victòries | Qual.   |
| ------- | -------------------------- | --------- | ------- |
| 1       | Salvator Cicurel (EGY)     | 8         | QSF     |
| 2       | George Calnan (USA)        | 8         | QSF'    |
| 3       | Ivan Osiier (DEN)          | 7         | QSF     |
| 4       | Armand Massard (FRA)       | 7         | QSF     |
| 5       | Charles Delporte (BEL)     | 7         | QSF     |
| 6       | Eugène Empeyta (SUI)       | 5         | QSF     |
| 7       | Domingo García (ESP)       | 5         |         |
| 7       | Henrique da Silveira (POR) | 5         |         |
| 9       | Fritz Jack (GER)           | 4         |         |
| 10      | János Hajdú (HUN)          | 3         |         |
| 10      | Charles Biscoe (GBR)       | 3         |         |
| 12      | Pedro Mercado (MEX)        | 2         |         |

### Semifinals
Les sèries es van disputar en el sistema de tots contra tots. Els combats eren a un toc, i era possible perdre dos punts. Els cinc primers tiradors de cada grup avançaven a la final.
| Sèrie A | Sèrie A                 | Sèrie A   | Sèrie A |
| Pos.    | Tirador                 | Victòries | Qual.   |
| ------- | ----------------------- | --------- | ------- |
| 1       | Lucien Gaudin (FRA)     | 6         | QF      |
| 2       | Léon Tom (BEL)          | 5         | QF      |
| 3       | Charles Delporte (BEL)  | 5         | QF      |
| 4       | George Calnan (USA)     | 4         | QF'     |
| 5       | Saul Moyal (EGY)        | 4         | QF      |
| 6       | Willem Driebergen (NED) | 3         |         |
| 7       | Ivan Osiier (DEN)       | 3         |         |
| 8       | Eugène Empeyta (SUI)    | 2         |         |
| 9       | József Rády (HUN)       | 2         |         |

| Sèrie B | Sèrie B                 | Sèrie B   | Sèrie B |
| Pos.    | Tirador                 | Victòries | Qual.   |
| ------- | ----------------------- | --------- | ------- |
| 1       | Georges Buchard (FRA)   | 6         | QF      |
| 2       | Nils Hellsten (SWE)     | 6         | QF      |
| 3       | Salvator Cicurel (EGY)  | 5         | QF      |
| 4       | Charles Debeur (BEL)    | 4         | QF      |
| 5       | Allen Milner (USA)      | 4         | QF      |
| 6       | Armand Massard (FRA)    | 4         |         |
| 7       | Jens Berthelsen (DEN)   | 3         |         |
| 8       | Frederico Paredes (POR) | 3         |         |
| 9       | Hans Halberstadt (GER)  | 0         |         |

### Final
La final es disputa amb el sistema de tots contra tots.
| Pos. | Tirador                | Victòries |
| ---- | ---------------------- | --------- |
| 1    | Lucien Gaudin (FRA)    | 8         |
| 2    | Georges Buchard (FRA)  | 7         |
| 3    | George Calnan (USA)    | 6         |
| 4    | Léon Tom (BEL)         | 6         |
| 5    | Nils Hellsten (SWE)    | 5         |
| 6    | Charles Delporte (BEL) | 4         |
| 7    | Charles Debeur (BEL)   | 3         |
| 8    | Salvator Cicurel (EGY) | 3         |
| 9    | Allen Milner (USA)     | 1         |
| 10   | Saul Moyal (EGY)       | 1         |